# Łubnice (Powiat Wieruszowski)
Łubnice ist ein Dorf und ehemalige Stadt im Powiat Wieruszowski der Woiwodschaft Łódź, Polen. Es hat etwa 1100 Einwohner und ist Sitz der gleichnamigen Landgemeinde.

## Geschichte

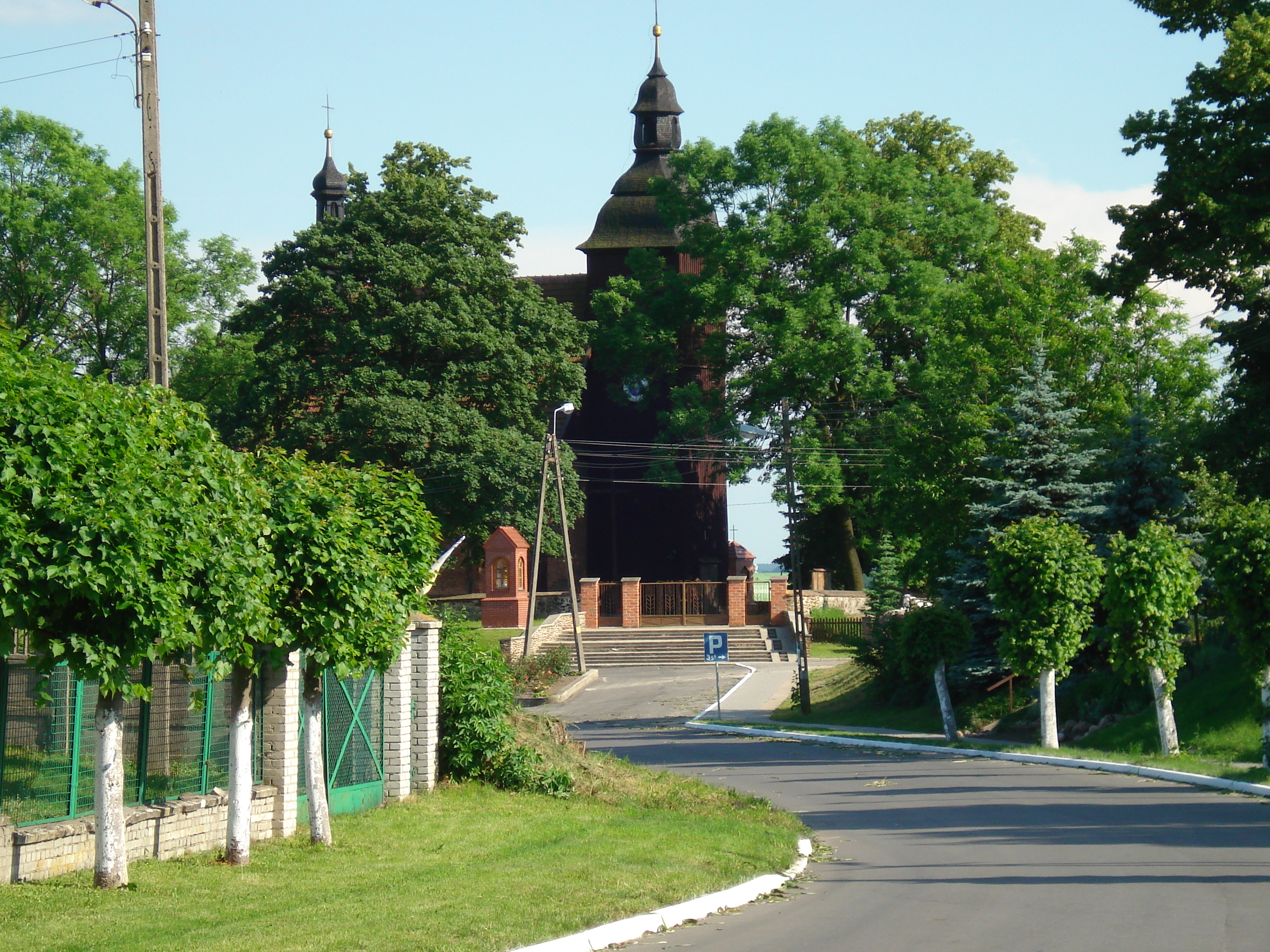
Dorfstraße

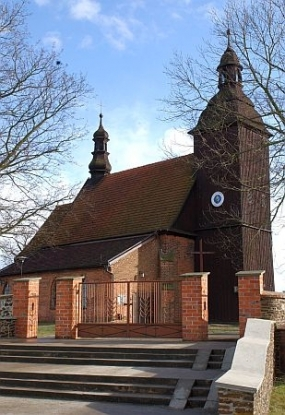
Die Kirche

Die erste urkundliche Erwähnung des Dorfes stammt aus dem Jahr 1234, zum Teil handelte es sich auch um das im Jahr 1253 als Lubnicz Theodrici erwähnte benachbarte Dorf Dzietrzkowice. 1241 wurde von der Zisterzienserinnenabtei Ołobok das Priorat Łubnice gegründet, 1253 jedoch wieder eingezogen. Es gab auch Bestrebungen einer Stadtrechtserteilung, aber diese erfolgte erst im Jahre 1440. Vor dem Jahr 1500 gingen diese wieder verloren. Łubnice war geistlicher Besitz des Zisterzienserklosters und stand in Konkurrenz zur fürstlichen Stadt Bolesławiec (deutsch Klein Buntzlau).
Während des Dreißigjährigen Krieges fand die schlesische Astronomin Maria Cunitz in Łubnice Unterschlupf. Hier wurden wesentliche Teile ihres Werkes Urania Propitia geschaffen. Mit der zweiten Teilung Polens kam der Ort 1793 mit der Woiwodschaft Sieradz an Preußen, der geistliche Besitzstand wurde aufgehoben. Als Teil Kongresspolens fiel das Dorf 1815 an das Russische Kaiserreich. Am Ende des 19. Jahrhunderts hatte Łubnice mit seinen Vorwerken 152 Häuser und 1199 Einwohner. Zu dieser Zeit gab es dort eine Ein-Klassen-Schule, eine Brennerei, eine Ziegelei und Torfabbau.
1919 kam das Dorf an Polen und war bis 1953 war Sitz der Gemeinde Dzietrzkowice. In den Jahren 1975 bis 1998 gehörten Dorf und Landgemeinde Łubnice zur Woiwodschaft Kalisz.

## Sehenswürdigkeiten
Einziges Baudenkmal des Dorfs ist die Mariä-Himmelfahrt-Kirche aus dem 14. Jahrhundert. Im 18. und 19. Jahrhundert wurde die Kirche mehrfach umgebaut. Ihre Ausstattung ist barock, ein spätgotisches Triptychon stammt aus dem 16. Jahrhundert. Das Bauwerk steht unter Denkmalschutz.